# Martyïta
La martyïta és un mineral de la classe dels fosfats, que pertany al grup de la volborthita. Rep el seu nom de Mr. Joe Marty (1945-), metge tecnòleg nord-americà i col·leccionista de minerals i micromounts, membre de la sala de la fama dels micromounters, en reconeixement de les seves contribucions a la mineralogia.

## Característiques
La martyïta és un fosfat de fórmula química Zn₃(V₂O₇)(OH)₂·2H₂O. Va ser aprovada com a espècie vàlida per l'Associació Mineralògica Internacional l'any 2007. Cristal·litza en el sistema trigonal. La seva duresa a l'escala de Mohs és 3. És l'anàleg amb zinc de la volborthita i la karpenkoïta.
Segons la classificació de Nickel-Strunz, la martyïta pertany a «08.FD: Polifosfats, poliarsenats i [4]-polivanadats amb OH i H₂O» juntament amb la volborthita.

## Formació i jaciments
Va ser descoberta a la mina Blue Cap, a Lyon Canyon Creek, al districte de La Sal (Comtat de San Juan, Utah, Estats Units). També als Estats Units, ha estat descrita a la mina Little Eva, al districte de Yellow Cat (Comtat de Grand, Utah) i a la mina Packrat, a Gateway (Colorado). Sol trobar-se associada a altres minerals com: rossita, pirita, montroseïta i guix.